# Antananarivo (stad)
Antananarivo (Frans: Tananarive, kort Tana) is de hoofdstad van Madagaskar gelegen in de regio Analamanga waarvan het tevens de hoofdplaats is. De stad telt 2.200.000 inwoners (2014) en is daarmee verreweg de grootste stad van het land. Bij de volkstelling van 2018 telde de stad 1.275.207 inwoners.

## Geschiedenis
Antananarivo werd rond 1625 door koning Andrianjaka gesticht. Antananarivo betekent "stad van duizend mensen" en verwijst naar het aantal soldaten dat de stad moest bewaken.
In 1894 werd het koninkrijk Madagaskar een Franse kolonie. De kolonisten besloten de hoofdstad Antananarivo Tananarive te dopen, naar de Malagassische gewoonte om de eerste en laatste lettergreep van plaatsnamen niet uit te spreken. Tot 1960, het jaar waarin Madagaskar zijn onafhankelijkheid verkreeg van Frankrijk was de officiële schrijfwijze dan ook Tananarive. Daarna werd de oude schrijfwijze weer in ere hersteld.
Tot 1 oktober 2009 lag Antananarivo in de gelijknamige provincie Antananarivo. Deze werd echter opgeheven en vervangen door de regio Analamanga. Tijdens deze wijziging werden alle autonome provincies opgeheven en vervangen door de in totaal 22 regio's van Madagaskar.

## Geografie
Antananarivo ligt op 1400 meter hoogte op een door bergen afgezet plateau.
Hoewel Antananarivo in de tropen ligt, is de gemiddelde dagtemperatuur door de hoge ligging 15 graden in de winter en 22 graden in de zomer. Nachtvorst is zeldzaam in de winter, maar niet onbekend. Temperaturen van 30 graden en hoger zijn zeldzaam in de zomer.

## Bezienswaardigheden
- Dierentuin van Antananarivo
- Rova van Antananarivo

## Stedenbanden
- Curepipe (Mauritius)[2]
- Jerevan (Armenië)
- Suzhou (China)

## Geboren in Antananarivo
- Gabriel Ramanantsoa (1906-1978), president van Madagaskar (1972-1975)
- Jacques Rabemananjara (1913-2005), politicus en schrijver
- Claude Simon (1913-2005), Frans schrijver en Nobelprijswinnaar (1985)
- Richard Ratsimandrava (1931-1975), president van Madagaskar (1975)
- Raymond Ranjeva (1942), rechtsgeleerde, hoogleraar, bestuurder en rechter
- Victor Ramahatra (1945), premier van Madagaskar (1988-1991)
- Mparany Rajohnson (1948), rechter
- Vonimbolana Rasoazanany (1950), rechtsgeleerde
- Raymond Rajaonarivelo (1955), filmregisseur
- Hery Rajaonarimampianina (1958), president van Madagaskar (2014-2018)
- Andry Rajoelina (1974), president van Madagaskar (2009-2014, 2019-heden)
- John van Lottum (1976), Nederlands tennisser
- Dally Randriantefy (1977), tennisster
- Tahina Randria (1980), voetballer
- Faneva Ima Andriatsima (1984), voetballer
- Anicet Andrianantenaina (1990), voetballer

## Overleden
- Didier Ratsiraka (1936-2021), president van Madagaskar (1975-1992 en 1997-2002)

## Galerij

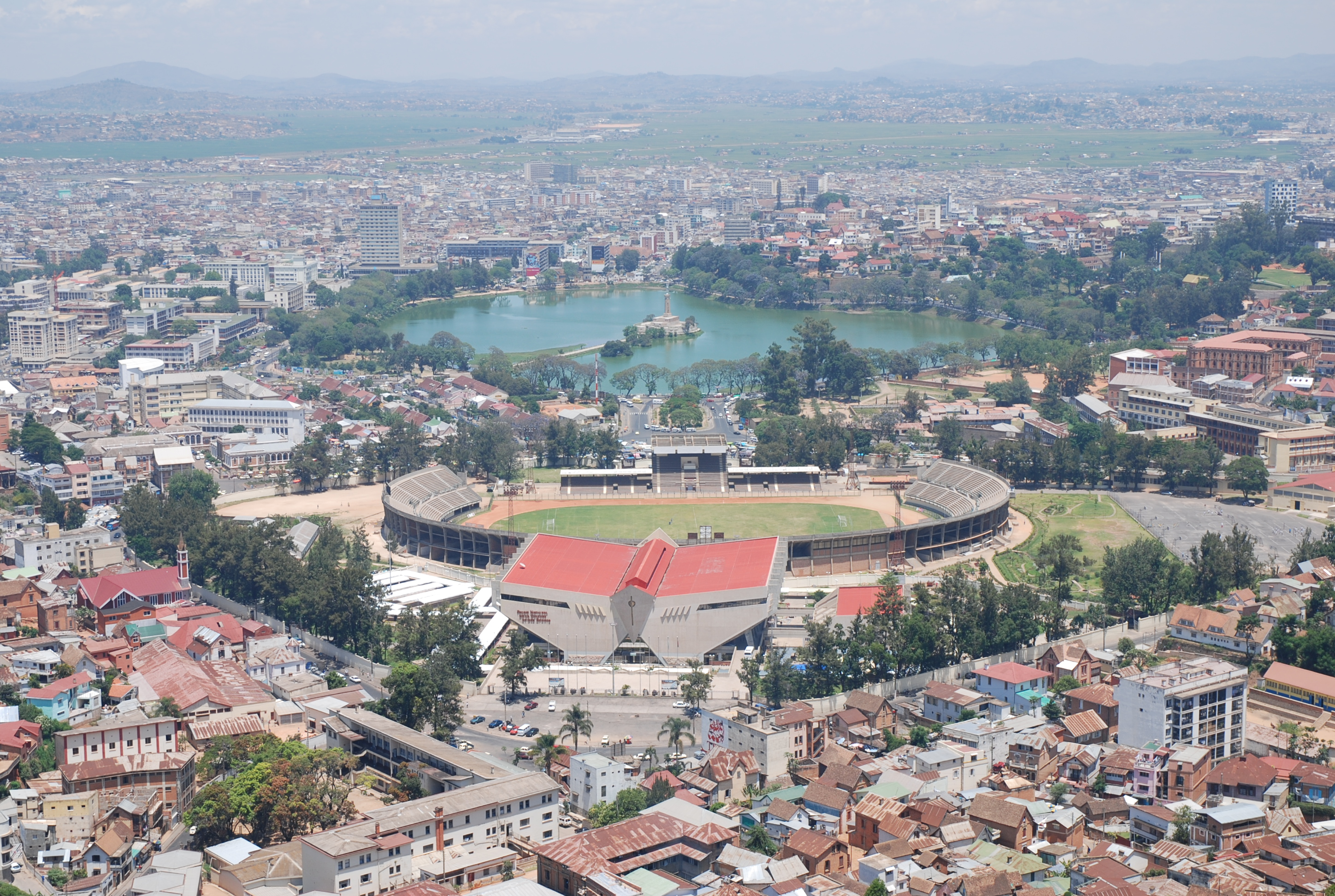
Gezicht op een deel van de stad en het stadion
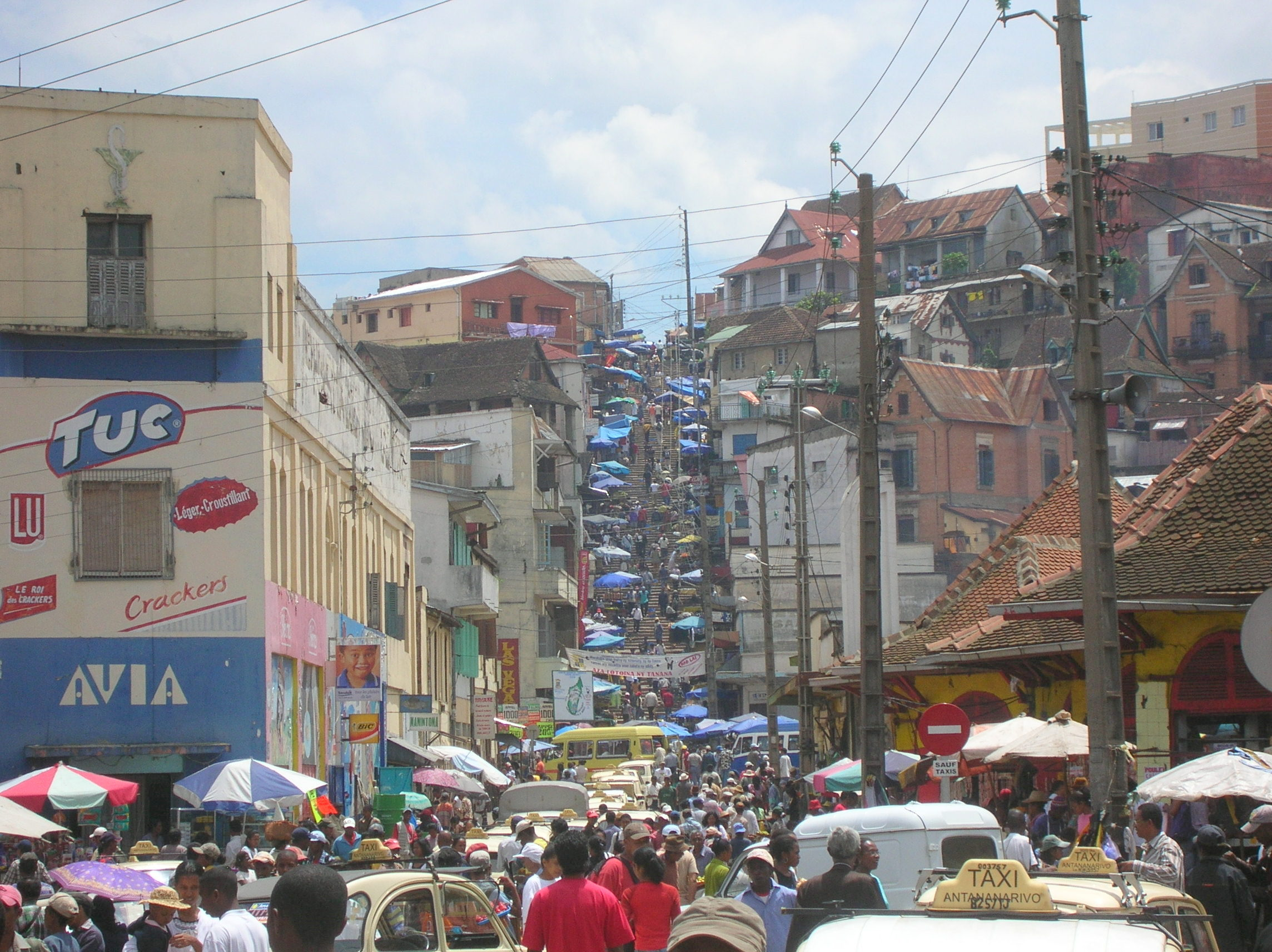
Drukke straat met een trap op de achtergrond

- Biblioteca Nacional de España: XX6015057
- Bibliothèque nationale de France: cb118656285 (data)
- Gemeinsame Normdatei: 4212652-6
- Library of Congress Control Number: n79034322
- MusicBrainz: 824b2528-6ef1-43b2-8bef-cbb4b5493a71
- National Archives and Records Administration: 10044460
- Nationale Bibliotheek van Tsjechië: ge1151383
- Nationale Bibliotheek van Israël: 987007559534105171
- LIBRIS: 139514
- Système universitaire de documentation: 027649466
- Virtual International Authority File: 305233369
- WorldCat: E39PBJyhjw8PdMvqrFdj48VQv3